# Gestern, heute & für immer – Love Aaj Kal
Love Aaj Kal  (Hindi:लव आजकल) ist ein Bollywood-Film mit den Schauspielern Saif Ali Khan und Deepika Padukone in den Hauptrollen und Rahul Khanna und Rishi Kapoor in den Nebenrollen. Regie führte Imtiaz Ali.

## Handlung
Love Aaj
- London, San Francisco, Delhi – 2009.

Jai und Meera sind ein modernes Paar in London. Sie sind zusammen sehr glücklich, aber glauben nicht an die Liebe füreinander. Als das Leben sie in verschiedene Richtungen zieht, entscheiden sie sich für das „Richtige“.
Love Kal
- Delhi, Calcutta – 1965.

Veer Singh verliebte sich sofort, als er Harleen zum ersten Mal sah. Er reist eintausend Kilometer mit dem Zug, um unter ihrem Balkon zu stehen, um nur einen Anblick ihres Gesichtes zu haben. Er hat noch nicht einmal ein Wort mit ihr gesprochen.
Love Aaj Kal
Veer versteht nicht, wie Jai Sachen des Herzens ohne Leidenschaft wie eine Finanztransaktion behandeln kann. Jai versteht nicht, wie Veer Singh so naiv gewesen und über Harleen in den Tagen seiner Jugend dumm sein konnte.

## Produktion
Im Mai 2008 begannen die Dreharbeiten im Roten Fort, Purana Qila und auf den Straßen Delhis. Teile des Films wurden in London, San Francisco und Kolkata gefilmt. Im Januar 2009 wurden die Dreharbeiten abgeschlossen.

## Musik
Die Musik vom Film Love Aaj Kal wurde von Pritam komponiert und die Texte verfasste Irshad Kamil. Die Hintergrundmusik komponierte Salim Merchant.